# Small Isles
Les Small Isles (anglès per a «illes petites») o Na h-Eileanan Beaga en gaèlic és un petit arxipèlag pertanyent a les Hèbrides Interiors, al nord-oest d'Escòcia. S'estenen des de sud de l'illa de Skye fins al nord de l'illa de Mull. Aquestes illes formen part del comtat de Lochaber.

## Geografia
- L'illa més gran del conjunt és Rùm, amb una superfície de 105 km². Les altres tres illes principals són Eigg, Muck i Canna.
- D'altres illes més petites envolten les quatre de principals: 
  - Sanday
  - Horse Island
- També hi ha sis illots:
  - Hyskeir
  - Garbh Sgeir
  - Humla
  - Eilean Chathastail
  - Dubh Sgeir
  - Eagamol

Existeixen enllaços marítims entre les quatre illes principals de les Small i Mallaig a Escòcia.